# Gratallops

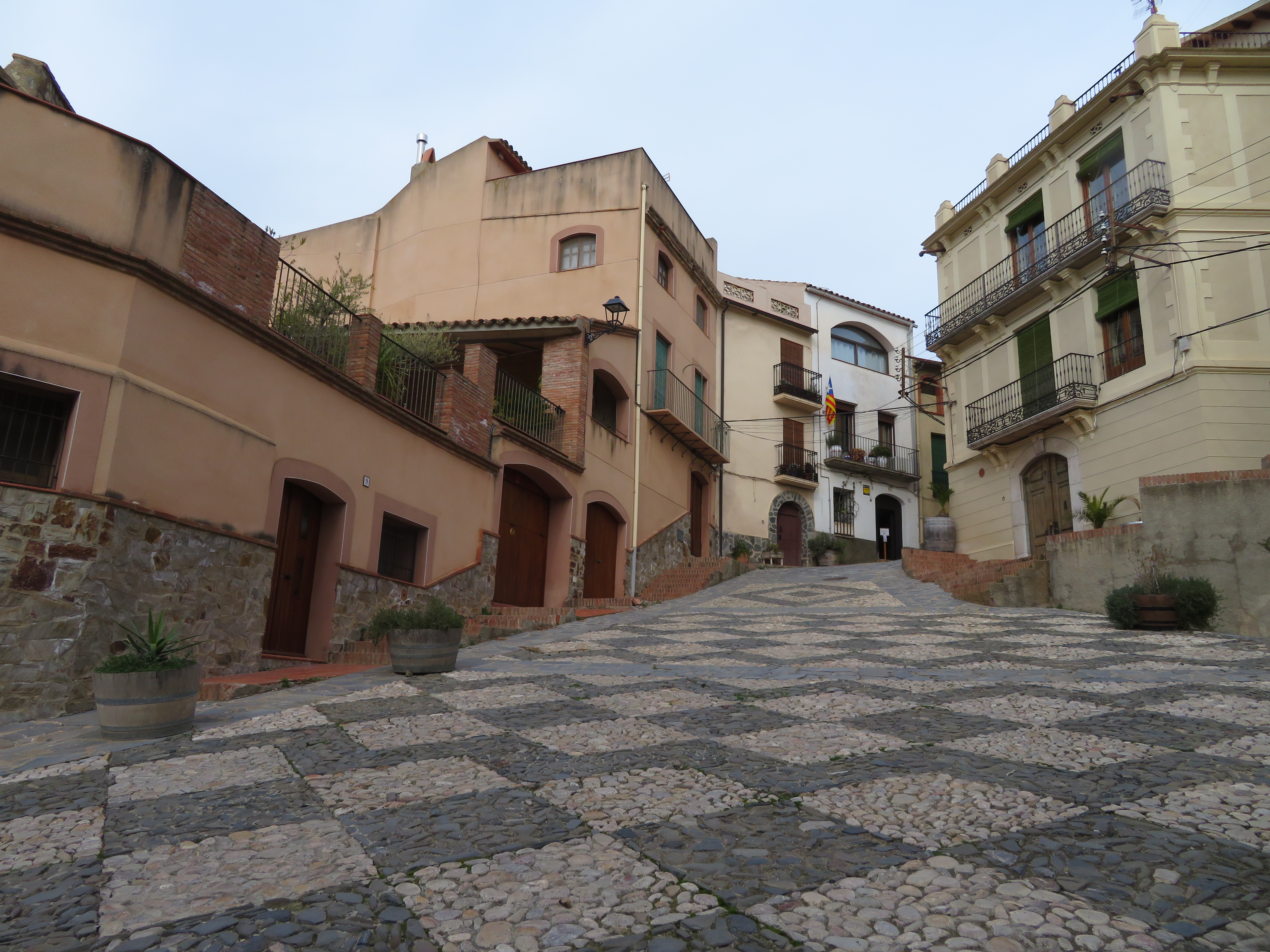
Gratallops

Gratallops es un municipio español de la provincia de Tarragona, en la comunidad autónoma de Cataluña. Perteneciente a la comarca del Priorato, cuenta con una población de 229 habitantes (INE 2024).

## Historia
Según la tradición su nombre original era el de Vilanova del Pi pero le fue cambiado debido a la abundancia de lobos (en catalán llops) en sus alrededores.
Aparece citado por primera vez en 1258 cuando le fue concedida carta de población. Perteneció al condado de Prades.

## Geografía humana

### Demografía
Cuenta con una población de 229 habitantes (INE 2024).
| Gráfica de evolución demográfica de Gratallops entre 1842 y 2021                                                                                                |
| |
| Población de derecho según los censos de población del INE Población de hecho según los censos de población del INEEn este censo se denominaba Granallops: 1940 |

### Economía
La base económica del pueblo es la agricultura de secano. Destacan el cultivo de la viña y el olivo. Desde 1917 dispone de una cooperativa agrícola, encargada de elaborar los vinos bajo la denominación de origen de Priorat.

## Cultura

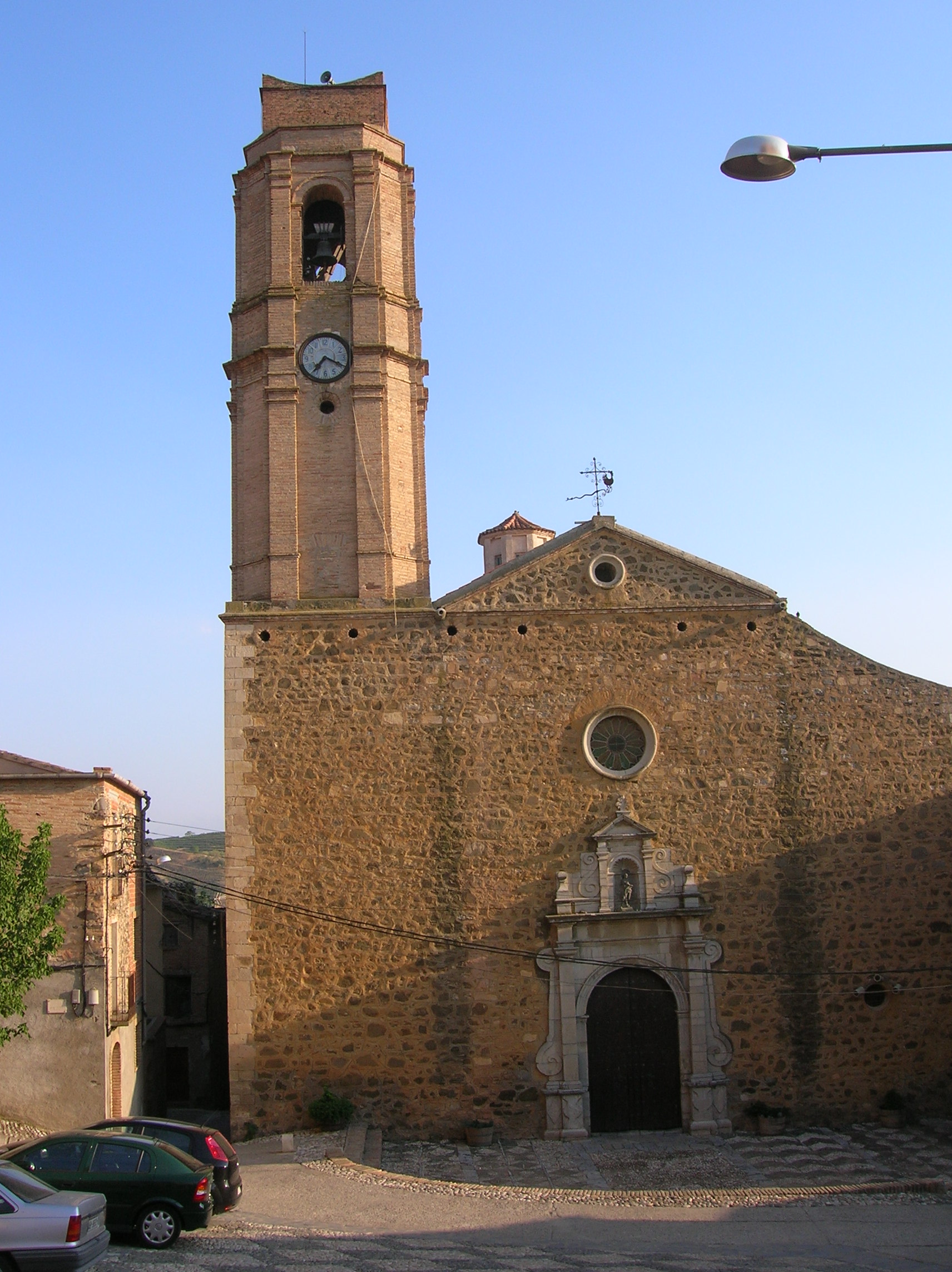
La iglesia

La iglesia parroquial está dedicada a san Lorenzo. Es de estilo neoclásico y fue construida en el siglo XVIII. Tiene tres naves con coro y cimborrio. El campanario es adosado.
Otro edificio destacado es el conocido como la Casa dels Frares. Se trata de la antigua residencia de los monjes de Escaladei y tiene una portalada decorada con elementos renacentistas. En las afueras de la población se encuentra la ermita de la Virgen de la Consolación. Conserva aún una parte de la construcción original románica. En 1514 se realizó una ampliación, financiada por Pere Domènec, en estilo de transición del gótico al renacentista. La ermita fue incendiada en 1936.
Gratallops celebra su fiesta mayor el 10 de agosto, festividad de san Lorenzo.